# Astrophysiker
Astrophysiker sind Forscher, die sich mit der Astrophysik, also der Anwendung physikalischer Methoden auf Probleme oder die Erforschung des Kosmos, beschäftigen. 
Astrophysiker haben typischerweise ein Studium der Physik absolviert und sich dann weiter spezialisiert. Da die Astrophysik ein Fachgebiet darstellt, das fast ausschließlich an Universitäten und Forschungsinstituten angesiedelt ist, sind Astrophysiker meist promovierte Physiker. 
Der Übergang zwischen Astrophysikern und Astronomen ist fließend. 
Die Liste von Astrophysikern führt zu Biographien von Forschern, die wichtige Beiträge zur Astrophysik geleistet haben.